# Lophotarsia vicina
Lophotarsia vicina là một loài bướm đêm trong họ Noctuidae.